# Saskia Reeves
Pour les articles homonymes, voir Reeves.
Saskia Reeves, née le 16 août 1961, à Londres est une actrice britannique.
Elle a joué au théâtre, au cinéma et à la télévision, et est peut-être plus particulièrement connue pour son rôle de Jessica Atréides dans le feuilleton télévisé Dune.

## Biographie
Saskia Reeves est née en août 1961, à Londres d'une mère néerlandaise et d'un père anglais.
Elle étudie à la Guildhall School of Music and Drama de Londres.
Elle a deux enfants.

## Filmographie

### Cinéma

#### Longs métrages
- 1990 : December Bride de Thaddeus O'Sullivan : Sarah Gilmartin
- 1991 : Antonia et Jane (Antonia and Jane) de Beeban Kidron : Antonia McGill
- 1991 : The Bridge de Syd Macartney : Isobel Heatherington
- 1992 : L’Amour tabou (Close My Eyes) de Stephen Poliakoff : Natalie
- 1994 : Traps de Pauline Chan : Louise Duffield
- 1995 : Hooligans (ID) de Philip Davis : Lynda
- 1995 : Butterfly Kiss de Michael Winterbottom : Miriam
- 1996 : Different for Girls de Richard Spence (en) : Jean
- 1998 : I Love L.A. de Mika Kaurismäki : Joy
- 1999 : Mort clinique (Heart) de Charles McDougall : Maria Ann McCardle
- 2003 : The Tesseract (en) d’Oxide Pang : Rosa
- 2009 : Orson Welles et Moi (Me and Orson Welles) de Richard Linklater : Barbara Luddy
- 2013 : Mindscape de Jorge Dorado : Michelle Greene
- 2013 : Nymphomaniac de Lars von Trier : L’infirmière
- 2015 : The Program de Stephen Frears : Une médecin à la conférence de presse
- 2016 : Un traître idéal (Our Kind of Traitor) de Susanna White : Tamara Krasnova
- 2016 : Menace sur la Maison Blanche (De Premier) : La présidente des États-Unis
- 2020 : Shadows de Carlo Lavagna : La mère
- 2021 : Creation Stories de Nick Moran : Helen
- 2024 : The Outrun de Nora Fingscheidt :

#### Courts métrages
- 2001 : Bubbles de Mike Southon : Annie
- 2004 : The Knickerman de Sonja Phillips : La mère
- 2006 : Fast Learners de Christoph Röhl : La mère
- 2013 : Unoriginal de David Jackson : Beatrice
- 2015 : Be Now de Graham Atkins-Hughes : Karen
- 2015 : Out for a Walk de David Roland Warwick : La mère

### Télévision

#### Séries télévisées
- 1985 : Lytton's Diary : Une fille
- 1989 : Theatre Night : Greta Samsa
- 1990 : 24 Heures pour survivre (Screenplay) : Antonia McGill
- 1990 : Screen Two : Rosie
- 1991 : 4 Play : Helen
- 1994 : Performance : Irina Shestova
- 1997 : Plotlands : Chloe Marsh
- 2000 : Dune : Jessica Atréides
- 2004 : Island at War : Cassie Mahy
- 2005 : Afterlife : Sheila Rabey
- 2006 : MI-5 (Spooks) : Sally Bernard
- 2006 : Meurtres à l'anglaise (The Inspector Lynley Mysteries) : Eileen Edwards
- 2006 : Bodies (en) : Mary Dodd
- 2008 : Tueur d'état (The Fixer) : Andrea Greene
- 2010 : Luther : Détective Rose Teller
- 2010 - 2012 : Les Enquêtes de l'inspecteur Wallander (Wallander) : Vanja Andersson
- 2010 - 2016 : Inspecteur Barnaby (Midsomer Murders) : Marcia Macintyre / Summer Pitt
- 2011 : Inspecteur Lewis (Lewis) : Alison McLennan
- 2011 : Women in Love (en) : Anna Brangwen
- 2012 : Playhouse Presents : Teddy Brookman
- 2012 : One Night : Sally
- 2013 : Les Enquêtes de Vera (Vera) : Laura Marsden
- 2013 : NTSF:SD:SUV : P.M.O.T.R.N.
- 2014 : D'une vie à l'autre (From There to Here) : Claire
- 2015 : Wolf Hall : Johane Williamson
- 2016 : Shetland : Freya Galdie
- 2017 : Affaires non classées (Silent Witness) : Détective Maureen Steele
- 2018 : Collateral : Deborah Clifford
- 2019 : Meurtres au paradis (Death in Paradise) : Frances Compton
- 2020 : Belgravia : Ellis
- 2020 : Us : Connie Petersen
- 2020 : Roadkill : Helen Laurence
- 2022 - 2023 : Slow Horses : Catherine Standish

#### Téléfilms
- 1984 : Last Day of Summer de Derek Banham : Linda
- 1994 : Citizen Locke d'Agnieszka Piotrowska : Lady Marsham
- 1995 : Cruel Train de Malcolm McKay : Selina Roberts
- 1999 : La Nuit des fantômes (A Christmas Carol) de David Hugh Jones : Mme Cratchit
- 2005 : The Commander : Virus de Charles Beeson : Eileen Judd
- 2005 : The Strange Case of Sherlock Holmes & Arthur Conan Doyle de Cilla Ware : Louise Doyle
- 2009 : Red Riding 1983 d’Anand Tucker : Mandy Wymer
- 2010 : Canoe Man de Norman Hull : Anne Darwin
- 2011 : Page Eight de David Hare : Anthea Catcheside
- 2014 : Salting the Battlefield de David Hare : Anthea Catcheside
- 2017 : The Child in Time de Julian Farino : Thelma